# Steffi Häberlin
Steffi Häberlin (* 11. Dezember 1997) ist eine Schweizer Radrennfahrerin.

## Sportlicher Werdegang
Ihre Karriere im Radsport begann Häberlin auf dem Mountainbike, wo sie 2016 durch ihren Freund Julian Schelb zum Cross-Country kam. Wettkampfmäßig ist sie seit 2020 aktiv. Bereits im ersten Jahr wurde sie Schweizer Meisterin im MTB-Marathon. Ein Jahr später gewann sie bei den Mountainbike-Europameisterschaften die Bronzemedaille im MTB-Marathon, 2022 erneut den nationalen Titel. Neben der Langstrecke war sie auch auf der Kurzstrecke erfolgreich: im Short Track wurde sie  2023 und 2024 jeweils Dritte bei den Schweizer Meisterschaften, bei den Weltmeisterschaften 2023 belegte sie den siebten Platz. 
Bei der Teilnahme an der Tour de Suisse Women und der Tour de Romandie Féminin mit der Nationalmannschaft machte Häberlin durch ihre angriffslustige Fahrweise und Bergfestigkeit auf sich aufmerksam. Ende 2024 kündigte sie an, ihren Fokus zukünftig auf die Strasse zu legen und unterschrieb zur Saison 2025 einen Vertrag beim UCI Women’s WorldTeam SD Worx-Protime.

## Erfolge

### Mountainbike
2020
- Schweizer Meisterin – Cross-Country Marathon

2021
- Europameisterschaften – Cross-Country Marathon

2022
- Schweizer Meisterin – Cross-Country Marathon

### Straße
2025
- Schweizer Meisterin – Straßenrennen